# Verwaltungsgemeinschaft Feilitzsch
In der Verwaltungsgemeinschaft Feilitzsch im oberfränkischen Landkreis Hof haben sich folgende Gemeinden zur Erledigung ihrer Verwaltungsgeschäfte zusammengeschlossen:
- Feilitzsch, 2680 Einwohner, 30,22 km²
- Gattendorf, 1050 Einwohner, 22,19 km²
- Töpen, 995 Einwohner, 20,80 km²
- Trogen, 1375 Einwohner, 12,32 km²

Die Verwaltungsgemeinschaft ist ein Organ zur Beschlussvorbereitung und zum Beschlussvollzug, das heißt, die gesamte innere Verwaltung wie Briefwechsel, Kassenführung etc. wird von der Gemeinschaftsbehörde durchgeführt, gleichzeitig ist die Verwaltungsgemeinschaft eine Behörde mit der Leitungsfunktion für die Gemeinschaftsprojekte der einzelnen Gemeinden, wie zum Beispiel die Grund- und Mittelschule Bayerisches Vogtland. Sie ist Sachaufwandsträger, verpflichtet das Schulgebäude zu unterhalten, Lehrmittel zu beschaffen etc. Sitz der Verwaltungsgemeinschaft ist in der Gemeinde Feilitzsch.